# Мост Острова Уордс
Мост О́строва Уо́рдс (англ. Wards Island Bridge), также называемый Пешеходный мост 103-й улицы (англ. 103rd Street Footbridge) — пешеходный мост через пролив Харлем, соединяет между собой острова Манхэттен и Уордс в Нью-Йорке. Мост имеет лифтовый тип конструкции, в общей сложности состоит из двенадцати пролётов, сконструированных из металлических опор и балок. Мост предназначен только для передвижения пешеходов и велосипедистов.
Со стороны Манхэттена мост соответствует 103-й улице. Пешеходная эстакада моста здесь перекидывается через магистраль ФДР к жилым зданиям Восточного Гарлема. Со стороны острова Уордс мост подходит к парковой зоне и набережной юго-западной части острова.
1 июня 2012 года мост возобновил работу после ремонта. Теперь мост открыт 24 часа в сутки 7 дней в неделю, до ремонта он был доступен лишь с апреля по октябрь в светлое время суток.

## История
Первый мост, который вел на Уордс-Айленд с Манхэттена, был деревянным разводным. Он соединял 114-ю улицу Манхэттена с северо-западным углом Уордс-Айленда. Мост был построен в 1807 году, так как на острове тогда располагался хлопчатобумажный комбинат. Строительство было оплачено Филиппом Милледоларом и Бартоломью Уордом. В 1821 году мост был разрушен во время шторма.
В 1936 году к Уордс-Айленду был подведен мост Трайборо, который постепенно сформировался в целую систему мостов. Планировалось также параллельно построить и пешеходный мост к острову Уордс, Роберт Мозес еще в 1937 году располагал необходимым планом, но строительство пешеходного моста было отложено.
Строительство настоящего моста началось лишь в 1949 году по проекту инженера Отмара Амманна. Построен и открыт мост был 18 мая 1951 года. С 1967 года стало возможно движение велосипедостов.
В 1980-е и 1990-е годы местные жители проявляли озабоченность тем, что мост пересекали пациенты психиатрического центра, расположенного на острове Уордс. Считалось, что пациенты могли играть роль в повышении уровня преступности в их районе.
С апреля 2010 года по апрель 2012 года мост Острова Уордс был временно закрыт на реконструкцию.

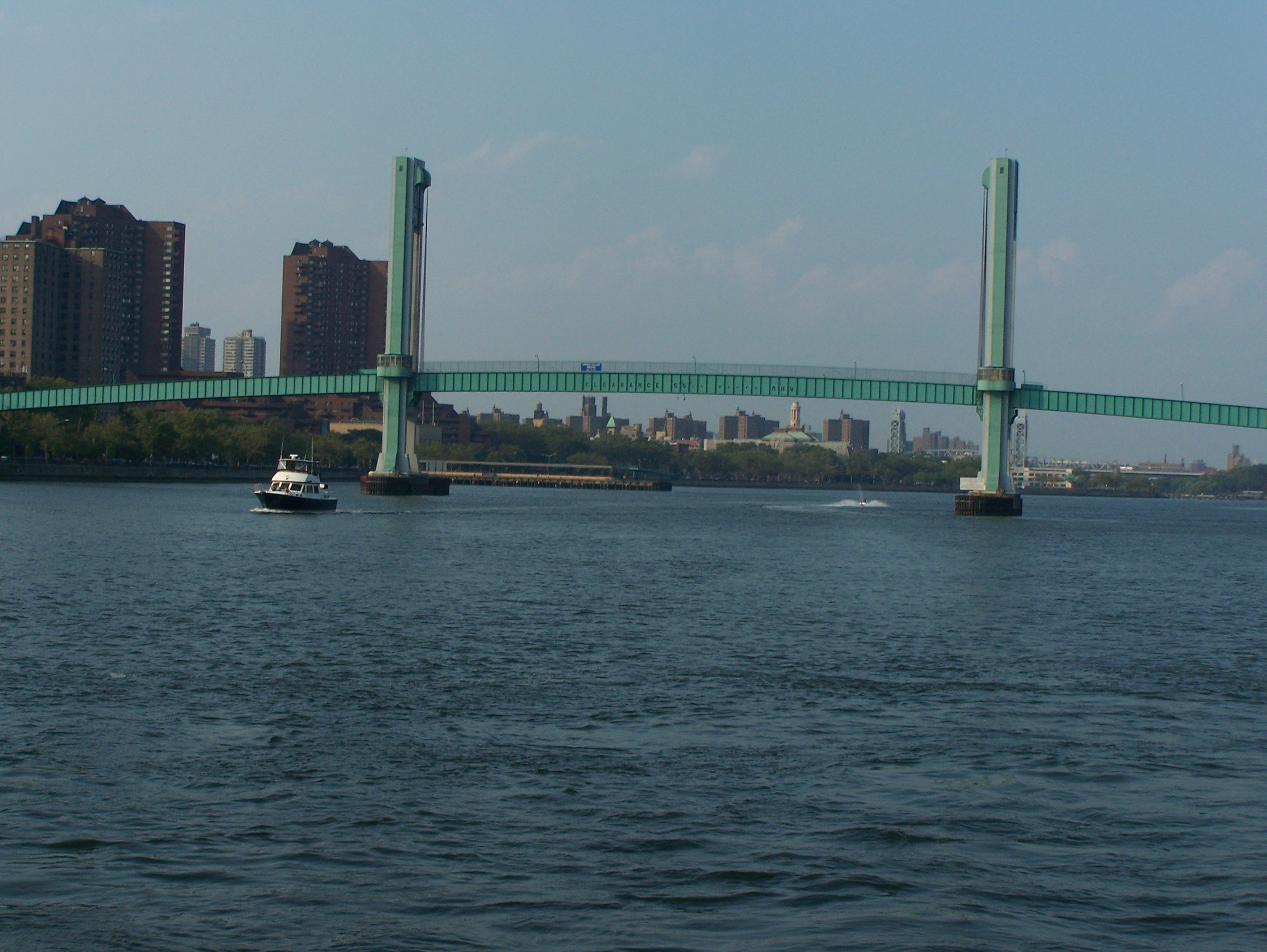
Конструкция лифтового моста сформирована таким образом, что основной пролёт может опускаться для движения пешеходов

## В массовой культуре
- Изображение моста встречается на обложке альбома «Games» группы Синергия.